# Ride on Time
Ride on Time è un singolo discografico del gruppo musicale italo disco Black Box, pubblicato il 19 luglio 1989 dall'etichetta discografica Discomagic.

## Il singolo
È stato il singolo d'esordio del gruppo, che ottenne immediatamente un notevole successo di vendite in tutta Europa e anticipò il disco d'esordio Dreamland. Il brano è stato scritto da Mirko Limoni, Valerio Semplici e Daniele Davoli e prodotto da Groove Groove Melody e conteneva un campionamento del brano Love Sensation di Loleatta Holloway, prodotta da Dan Hartman, che intraprese una battaglia legale contro il gruppo per essere accreditato tra gli autori della canzone, che utilizzava (in una prima versione) anche la parte vocale dell'opera originale, interpretata nel video musicale dalla modella Catherine Quinol; la questione si risolse registrando una nuova versione del brano interpretato da un'altra vocalist, Heather Small, sempre rappresentata nelle esibizioni pubbliche dalla Quinol.
Il singolo ottenne un importante successo discografico soprattutto in Regno Unito, dove mantenne la vetta della classifica per sei settimane vendendo un milione di copie. Un pezzo del brano è contenuto anche nella melodia In the Mix di Mix Masters del 1990.

## Tracce
7" Single (ZYX 6210-7 (ZYX) [de] / EAN 0090204003860)
1. Ride on Time (The Original) - 3:55
2. Ride on Time (Piano) - 2:53

12" Maxi (ZYX 6210-12 (ZYX) [de] / EAN 0090204003808)
1. Ride on Time (The Original) - 6:27
2. Ride on Time (Garage Trip) - 6:05
3. Ride on Time (Piano) - 2:53

CD-Maxi (ZYX 6210-8 (ZYX) [de] / EAN 0009020400381)
1. Ride on Time (The Original) - 6:27
2. Ride on Time (Garage Trip) - 6:05
3. Ride on Time (Piano) - 2:53

7" Picture Single (Deconstruction PA 43055 [uk])
1. Ride on Time (Massive Mix) - 6:37
2. Ride on Time (Epsom Mix) - 5:26

Remixes - 12" Maxi (Deconstruction / RCA PT43242 (BMG) [au] / EAN 5012394324261)
1. Ride on Time (Massive Mix) - 6:37
2. Ride on Time (Epsom Mix) - 5:26
3. Ride on Time (Ascot Mix) - 2:57

7" Single (Rams Horn RHR 1797 [nl])
1. Ride on Time - 4:06
2. Loleatta Holloway - Love Sensation - 3:44

## Classifiche
| Classifica (1989) | Posizione raggiunta |
| ----------------- | ------------------- |
| Regno Unito       | 1                   |
| Irlanda           | 1                   |
| Australia         | 2                   |
| Nuova Zelanda     | 2                   |
| Svezia            | 2                   |
| Francia           | 3                   |
| Germania          | 5                   |
| Svizzera          | 5                   |
| Norvegia          | 5                   |
| Belgio (Fiandre)  | 7                   |
| Austria           | 8                   |
| Paesi Bassi       | 17                  |
| Italia            | 19                  |